# Rodrigo Carazo Odio
Rodrigo José Ramón Francisco de Jesús Carazo Odio (27 de desembre de 1926 en Cartago - 9 de desembre de 2009 en San José) economista i polític, va ser el president de Costa Rica des del 8 de maig de 1978 fins al 8 de maig de 1982.